# Parosphromenus filamentosus
Parosphromenus filamentosus − endemiczny gatunek słodkowodnej ryby z rodziny guramiowatych (Osphronemidae). Bywa hodowany w akwariach.

## Występowanie
Zasiedla wody Indonezji, szczególnie w płd.-wsch. części wyspy Borneo.

## Charakterystyka
Ciało barwy kremowo-białej z dwoma poziomymi i szerokimi,ciemnymi pasami po bokach. Na płetwie grzbietowej oraz ogonowej widać błyszczące się brzegi w kolorze biało-niebieskim.
Dorasta do ok. 4 cm długości.

## Dymorfizm płciowy
Samica mniejsza i mniej barwna, żółto-kremowa.

## Warunki w akwarium
| Zalecane warunki w akwarium | Zalecane warunki w akwarium |
| --------------------------- | --------------------------- |
| Zbiornik                    | średni                      |
| Temperatura wody            | 23-26°C                     |
| Twardość wody               | średia (15°n)               |
| Skala pH                    | 6.5-7.2                     |
| pokarm                      | wyłącznie żywy              |
| Uwagi                       |                             |

## Rozmnażanie
W temperaturze dochodzącej do 28-30 °C samiec przed tarłem buduje gniazdo z piany ulokowane pod liściem lub korzeniem. Złożoną ikrą w ilości do 50 sztuk ziaren opiekuje się tylko samiec. Możliwy jest rozwój ikry w sztucznym inkubatorze, bez samca z lekko napowietrzaną wodą. 
Wylęgły narybek pobiera pokarm po 2-3 dniach od wyklucia. Pierwszym pokarmem są pierwotniaki, następnie larwy słonaczka, drobne oczliki i inny drobny pokarm żywy.